# Gorgoderina
Gorgoderina är ett släkte av plattmaskar. Gorgoderina ingår i familjen Gorgoderidae.
Kladogram enligt Catalogue of Life:
| Gorgoderina | \| \| Gorgoderina attenuata \| \| \| \| \| \| Gorgoderina rochalimai \| \| \| \| |
|             | \| \| Gorgoderina attenuata \| \| \| \| \| \| Gorgoderina rochalimai \| \| \| \| |
|             | Gorgodera                                                                        |
|             |                                                                                  |
|             | Phyllodistomum                                                                   |
|             |                                                                                  |
|             | Probolitrema                                                                     |
|             |                                                                                  |
|             | Staphylorchis                                                                    |
|             |                                                                                  |
|             | Gorgoderina attenuata                                                            |
|             |                                                                                  |
|             | Gorgoderina rochalimai                                                           |
|             |                                                                                  |

|  | Gorgoderina attenuata  |
|  |                        |
|  | Gorgoderina rochalimai |
|  |                        |